# Милованов, Алексей Пантелеймонович
Алексей Пантелеймонович Милованов (24 августа 1918, Москва, РСФСР — 30 января 2012, Москва, Российская Федерация) — советский хозяйственный деятель, создатель технологий производства конструкционных материалов и отработки систем испытания КА, разработчик технологии обработки и сварки (возможно, впервые в мире) титановых сплавов, организатор промышленности, директор (1970—1974), генеральный директор НПО им. С. А. Лавочкина (1974—1987), технический руководитель проекта «Вега» (Венера — комета Галлея), профессор МАИ.

## Биография
Родился в семье офицера русской армии, внук основателя Голутвинской мануфактуры (Москва), до 1928
 г. жил с родителями в родовой усадьбе (Пречистенка, д.8, в основном сохранилась до наших дней). В 1943 г. после работы и учёбы в эвакуации окончил Московский авиационный институт имени С. Орджоникидзе.
Был направлен на машиностроительный завод № 301: начальник технологического бюро цеха, заместитель начальника цеха, начальник отдела, главный технолог, главный инженер. Близкий соратник Лавочкина С. А., Бабакина Г. Н., Крюкова С. С. Автор книги «Записки руководителя оборонного предприятия: взгляд изнутри». Организатор и преподаватель филиала МАИ, профессор.
- 1970—1974 гг. — директор машиностроительного завода имени С. А. Лавочкина,
- 1974—1987 гг. — генеральный директор НПО им. С. А. Лавочкина.

Депутат Верховного Совета СССР 9-го созыва, делегат 24 съезда КПСС, вышел из партии в первой половине 1991 г.
Большое внимание уделял развитию социальной инфраструктуры предприятия. Был инициатором строительства жилого комплекса для сотрудников, общежития для молодых специалистов, поликлиники, кинотеатра «Юбилейный», клуба «Восход», стадиона «Новатор», санатория-профилактория «Соловьиная Роща». Один из основателей Новых Химок.
Прах захоронен на Новолужинском кладбище (Химки), там же похоронена жена (более 70 лет вместе).

## Награды и звания
Награждён орденами Ленина, Октябрьской Революции и Трудового Красного Знамени, лауреат Ленинской премии и Государственной премии СССР, награждён медалями «За трудовую доблесть», «За доблестный труд», «В память 800-летия Москвы», тремя золотыми и малой серебряной медалями ВДНХ СССР. Золотой значок МАИ № 99.
25 декабря 2013 г. на территории НПО им. Лавочкина открыта мемориальная доска памяти А. П. Милованова.